# Dee Barton
Dewells "Dee" Barton (18. september 1937 i Houston – 3. december 2001 i Mississippi) var en amerikansk komponist, arrangør, basunist og trommeslager. 
Barton kom frem med Stan Kentons bigband, først på trommer, så trombone. 
Senere komponerede og arrangerede han for orkestret.
Barton blev senere filmkomponist, han har lavet musik til bl.a. Clint Eastwoods film Play Misty For Me.